# 千鳥町駅 (東京都)
千鳥町駅（ちどりちょうえき）は、東京都大田区千鳥一丁目にある、東急電鉄池上線の駅である。駅番号はIK12。

## 歴史

### 年表
- 1926年（大正15年）8月6日：池上電気鉄道の慶大グラウンド前駅として開設[1]。現在地より池上寄りにあった。
- 1927年（昭和2年）6月24日：複線化に伴い、現在地へ移転。移転先近くに1923年（大正12年）5月開設の光明寺駅があったが、当駅移転に伴い、駅間距離が約200mと短くなってしまうため同駅は廃止となった。
- 1936年（昭和11年）1月1日：千鳥町駅へ改称[1]。
- 2002年（平成14年）11月30日：蒲田方面乗り場に改札口新設。同時に跨線橋廃止[1]。
- 2025年（令和7年）3月26日：「木になるリニューアル」に着手（2026年秋頃竣工予定）。[2]

### 駅名の由来

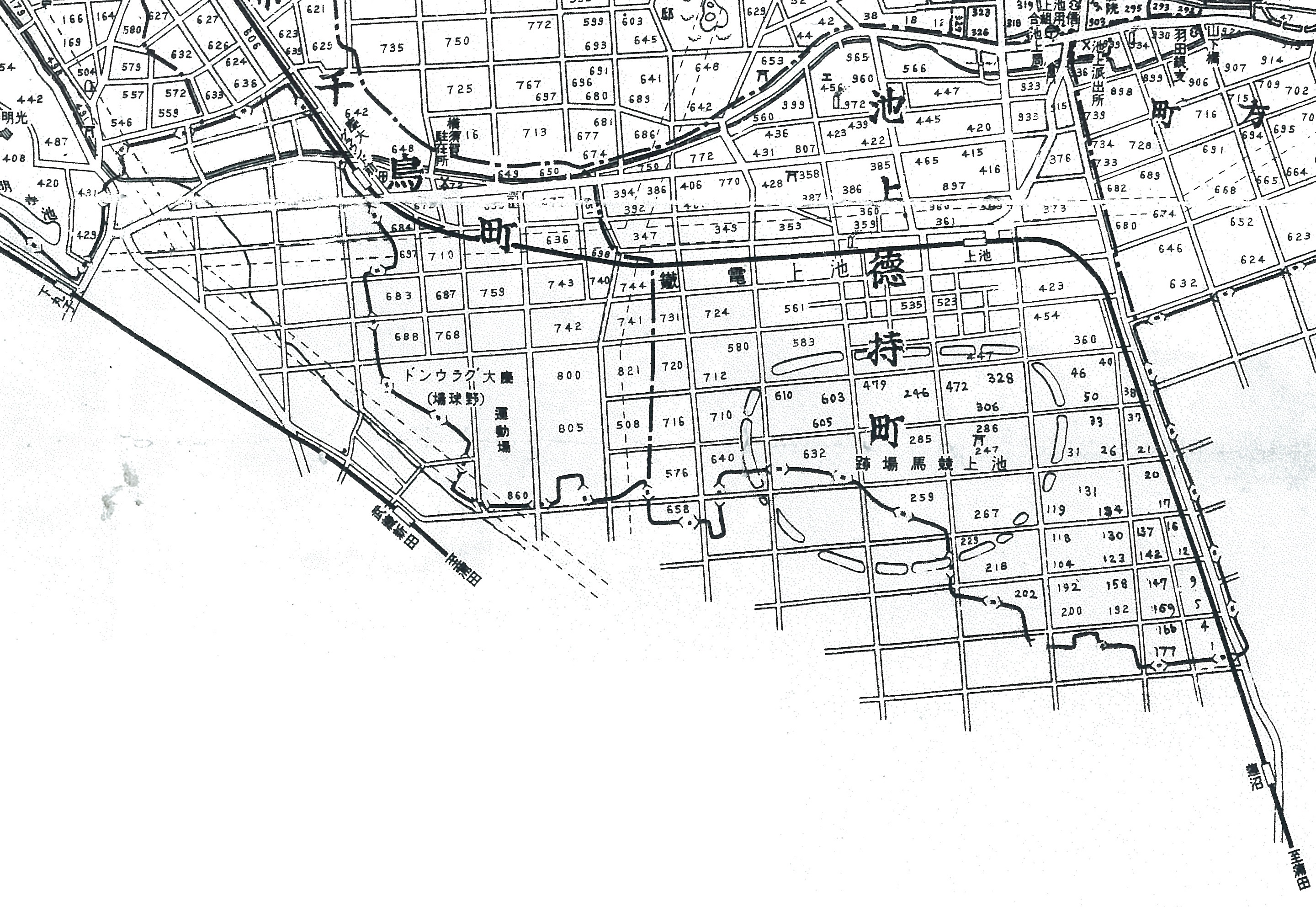
池上徳持寺町地図（1932年）

開設当時の駅名である「慶大グラウンド」とは、東京府荏原郡矢口村（現・大田区千鳥二丁目）付近にあった慶應義塾大学新田運動場（野球場を併設）のことで、運動場の最寄駅として新設されたのが由来。開設当初は東京六大学野球などが開催された場合のみ営業した臨時駅であったが、後に正式な駅へ昇格した。なお、運動場跡地は同潤会へ売却された。
現駅名の「千鳥町」は、改称された当時の地名（東京市大森区調布千鳥町）に由来する。

## 駅構造
相対式ホーム2面2線を有する地上駅。以前は池上線では唯一の跨線橋を備える駅であったが、下り線ホーム側に駅舎・改札（有人通路無し）が増設された際に跨線橋が撤去された結果、上下線で駅舎・改札が別となり、改札内でのホーム間移動は不可能となった。
当初は構内踏切で繋がっていたが、ホームが曲線上にあり安全性に問題があったことから、跨線橋としたものであった。
2025年3月26日より、木材を活用した駅リニューアル工事「木になるリニューアル」が行われている（2026年秋頃竣工予定）。当駅のリニューアルでは、多摩地区で生産された木材（多摩産材）のほかに秋田県で生産される木材（あきた材）も使用され、ホーム側壁の一部には秋田県の伝統技術を活かしたアートウォールも設置する予定である。
サービスマネジャー導入駅のため蒲田駅から遠隔監視している。

### のりば
| 番線 | 路線   | 方向 | 行先                           |
| ---- | ------ | ---- | ------------------------------ |
| 1    | 池上線 | 下り | 蒲田方面                       |
| 2    | 池上線 | 上り | 雪が谷大塚・旗の台・五反田方面 |

## 利用状況
2024年度（令和6年度）の1日平均乗降人員は15,216人である。
近年の1日平均乗降・乗車人員の推移は以下の通り。
| 年度               | 1日平均 乗降人員 | 1日平均 乗車人員 | 出典     |
| ------------------ | ---------------- | ---------------- | -------- |
| 1990年（平成02年） |                  | 6,159            | [ * 1 ]  |
| 1991年（平成03年） |                  | 6,087            | [ * 2 ]  |
| 1992年（平成04年） |                  | 5,962            | [ * 3 ]  |
| 1993年（平成05年） |                  | 5,910            | [ * 4 ]  |
| 1994年（平成06年） |                  | 5,477            | [ * 5 ]  |
| 1995年（平成07年） |                  | 5,404            | [ * 6 ]  |
| 1996年（平成08年） |                  | 5,258            | [ * 7 ]  |
| 1997年（平成09年） |                  | 5,219            | [ * 8 ]  |
| 1998年（平成10年） |                  | 4,907            | [ * 9 ]  |
| 1999年（平成11年） |                  | 4,902            | [ * 10 ] |
| 2000年（平成12年） |                  | 5,071            | [ * 11 ] |
| 2001年（平成13年） |                  | 5,318            | [ * 12 ] |
| 2002年（平成14年） | 11,428           | 5,258            | [ * 13 ] |
| 2003年（平成15年） | 11,740           | 5,484            | [ * 14 ] |
| 2004年（平成16年） | 11,238           | 5,773            | [ * 15 ] |
| 2005年（平成17年） | 12,077           | 6,160            | [ * 16 ] |
| 2006年（平成18年） | 12,700           | 6,485            | [ * 17 ] |
| 2007年（平成19年） | 13,109           | 6,672            | [ * 18 ] |
| 2008年（平成20年） | 13,700           | 6,952            | [ * 19 ] |
| 2009年（平成21年） | 13,758           | 6,970            | [ * 20 ] |
| 2010年（平成22年） | 13,902           | 7,252            | [ * 21 ] |
| 2011年（平成23年） | 14,012           | 7,104            | [ * 22 ] |
| 2012年（平成24年） | 14,392           | 7,296            | [ * 23 ] |
| 2013年（平成25年） | 14,895           | 7,551            | [ * 24 ] |
| 2014年（平成26年） | 15,021           | 7,603            | [ * 25 ] |
| 2015年（平成27年） | 15,365           | 7,776            | [ * 26 ] |
| 2016年（平成28年） | 15,682           | 7,923            | [ * 27 ] |
| 2017年（平成29年） | 16,130           | 8,145            | [ * 28 ] |
| 2018年（平成30年） | 16,483           | 8,321            | [ * 29 ] |
| 2019年（令和元年） | 16,646           | 8,396            | [ * 30 ] |
| 2020年（令和02年） | 12,216           |                  |          |
| 2021年（令和03年） | 12,947           |                  |          |
| 2022年（令和04年） | 13,955           |                  |          |
| 2023年（令和05年） | 14,744           |                  |          |
| 2024年（令和06年） | 15,216           |                  |          |

## 駅周辺
- 千鳥町駅前郵便局
- サミット 千鳥町店
- 東京朝鮮第六初級学校
- 大田区立千鳥小学校
- 環八千鳥住宅公園
- 東急多摩川線 下丸子駅・武蔵新田駅

## 隣の駅
東急電鉄
 池上線
久が原駅 (IK11) - 千鳥町駅 (IK12) - 池上駅 (IK13)